# Себастьян Курц
Себастьян Курц (нім. Sebastian Kurz; нар. 27 серпня 1986, Відень, Австрія) — австрійський державний та політичний діяч.
Федеральний канцлер Австрії: 19 жовтня 2017 — 28 травня 2019, і знову 7 січня 2020 — 11 жовтня 2021. Колишній Міністр закордонних справ та інтеграції Австрії з 16 грудня 2013 до 18 грудня 2017. Був наймолодшим міністром закордонних справ у світі. Голова ОБСЄ 2017 року.
Як лідер «нової» Австрійської народної партії (ÖVP) переміг на парламентських виборах 15 жовтня 2017 року, здобувши 61 із 183 місць у парламенті.
«Метеорит австрійського політичного небосхилу».

## Життєпис
Народився 27 серпня 1986 у Відні, його мати — вчителька, а батько — інженер і виріс у 12 районі міста Майдлінге, де він досі проживає.

### Освіта
Вступив до нім. Bundesgymnasium und Bundesrealgymnasium Erlgasse 1996 та після складання свого випускного іспиту 2004 року Курц пройшов обов'язкову військову службу в 2004—2005. Потім почав навчатися на юридичному факультеті Віденського університету. Коли його призначили на посаду державного секретаря у справах інтеграції 2011 року, у нього був 13-й семестр навчання.

## Молодий політик
Членом молодіжного відділення АНП Курц став у 17 років, а в 23 роки очолив її віденський комітет. 2009 обраний головою молодіжного відділення Австрійської народної партії. У 2010–2011 був членом міської ради Відня.
У квітні 2011 призначений на новостворену посаду державного секретаря в справах інтеграції (частина федерального міністерства внутрішніх справ Австрії). На загальних виборах в Австрії 2013 він був обраний членом Національрату.

## Міністр закордонних справ Австрії
16 грудня 2013 став міністром закордонних справ Австрії в другому кабінеті Вернера Файманна, чий портфель був на його прохання розширений, включивши в себе функції соціальної інтеграції. На момент своєї присяги Себастьян Курц був наймолодшим міністром уряду Австрії з моменту заснування республіки, наймолодшим міністром закордонних справ в ЄС і в усьому світі.

## ГоловаОБСЄ
2017 року виконував обов'язки Голови Організації з безпеки і співробітництва в Європі. Неодноразово відвідував з офіційними візитами Україну.

## Голова «нової» Народної партії Австрії
1 липня 2017 року одноголосно обраний Головою «нової» Народної партії Австрії, з наданням йому необмежених повноважень, яких досі не мав жоден політичний діяч Австрії. Партія брала активну участь у новій виборчій кампанії республіки. С. Курц не приховував політичних канцлерських амбіцій і обіцяв кардинальні зміни в суспільному житті Австрії.

### Перемога на виборах 15 жовтня 2017р.
15 жовтня 2017 року Народна партія Австрії, очолювана С. Курцом отримала перемогу на позачергових виборах у парламент (понад 30 %). Таким чином, він отримав право стати канцлером Австрії..

## Федеральний канцлер Австрії
19 жовтня 2017 року офіційно обійняв посаду Федерального канцлера Австрії. Посаду обіймав до 28 травня 2019. 7 січня 2020 знову зайняв пост канцлера. 9 жовтня 2021 року подав у відставку та запропонував федеральному президенту Александера Шалленберга як нового канцлера.

## Курц і Путін
Курц неодноразово був в Росії і зустрічався з Путіним. Тільки 2018 року вони зустрічалися 5 разів.
У квітні 2021 року пропонував Путіну зустрітися із Байденом у Відні. Путін зі свого боку у червні 2018 року прохав Курца посприяти у зустрічі із Трампом, коли був із візитом в Австрії. У серпні 2018 року Путін був на весіллі тодішньої міністра закордонних справ Австрії Карін Кнайсль. Карін Кнайсль номінувала на посаду міністра закордонних справ проросійська Австрійська партія свободи, яка входить до коаліції із Курцом.
У серпні 2021 року Курц відкривав разом із Путіним завод у Башкирії.

## Різне
На момент свого призначення міністром був студентом і не мав закінченої вищої освіти.
Деякі австрійські газети жартували про те, чи зможе новий глава МЗС якісно поєднувати роботу з навчанням, не завдаючи шкоди ні тому, ні іншому.
У березні 2021 року австрійські, німецькі та українські медіа повідомили, що Курц був помічений у використанні приватного літаку, який, ймовірно, належить українському олігарху Дмитру Фірташу, щоб повернутися до Відня із зустрічі в Тель-Авіві. І натякнули на можливий зв'язок політика із олігархом.